# خوسيه أنخيل غوتيريز
خوسيه أنخيل غوتيريز (بالإنجليزية: José Ángel Gutiérrez)‏ هو سياسي أمريكي، ولد في 25 أكتوبر 1944.